# 哺乳困難
哺乳困難是指在母乳哺育（由婦女的乳房分泌的母乳哺育嬰兒或是幼兒）過程中遇到的困難。嬰兒有吸吮反射，會吸吮乳頭並且吞嚥母乳，而母乳是嬰兒最好的營養來源，不過還是會在一些情形下，母乳哺育有其困難性，在一些罕見的情形下，甚至禁止餵母乳。
哺乳困難可能來自餵母乳或是採集母乳上的困難，也可能是在於餵母乳對嬰兒本身健康的影響。

## 哺乳上的問題
哺乳本身的問題其實不少見，不過若在嬰兒出生後就儘可能的提早將嬰兒放置到母親的乳房前，有可能可以避免一些問題。美國兒科學會有關嬰兒哺乳的政策提到：「先讓母親完成第一次哺乳，再進行嬰兒稱重、洗澡、疫苗注射以及眼部預防性給藥。」。許多哺乳上的問題可以透過適當的醫院程序、經過適當訓練的護理人員及醫院人員、语言病理专家及哺乳顾问来解決。另外志願性的哺乳推廣組織國際母乳會也可以提供許多資訊。
許多因素及疾病會影響哺乳：
- 使用配方奶粉
- 念珠菌症[4]
- 哺乳中分心或是哺乳中斷
- 出生後嬰兒長時間和母親分開
- 呼吸急促，例如新生兒短暫性呼吸急促（英语：transient tachypnea of the newborn）、新生儿呼吸窘迫综合征、新生儿呼吸窘迫综合征、介面活性劑欠缺症或是其他疾病
- 媽媽和嬰兒之間有實際的肢體屏障
- 吞嚥困難，例如在吸吮、吞嚥及呼吸統合的不成熟及協調問題，或是像气管食管瘘（英语：tracheo-oesophageal fistula）等消化道異常
- 嬰兒含乳上的困難[5]
- 吸吮反射不良[5]
- 乳房发育不全／乳房腺體不足
- 乳溢症
- 泌乳衰竭（英语：Lactation failure）
- 多囊卵巢綜合症
- 糖尿病
- 媽媽嚴重的壓力
- 媽媽在分娩後的前六週休息不夠，或是支持不足
- 因為經濟需求或是育嬰假不足，讓母親需提前恢復上班
- 嬰兒唇顎裂[5]
- 先天性舌繫帶過短症[6][7]
- 低血糖或是高血糖[來源請求]
- 肌張力低下（英语：Hypotonia）等嬰兒疾病[8]
- 泌乳過多綜合症（英语：Hyperlactation syndrome）[9]
- 過強噴乳反應（英语：Overactive let-down）[10]
- 早產兒因為其吸吮反射及呼吸還無法協調，在哺乳時可能會有問題，他們也容易在吃奶的過程中疲倦。若早產兒無法用吃奶方式攝取到足夠的營養，會需要鼻胃管灌食（英语：Enteral feeding），利用插入到胃部的管子來提供母乳或是其他代替的營養品。一般也會配合袋鼠護理法（英语：Kangaroo care），讓嬰兒有長時間和母親之間的肌膚接觸，以便後續的哺乳，若是吸吮異常的情形，例如唇齶裂的嬰兒，可以用haberman奶瓶（英语：Haberman Feeder）。
- 烦躁性泌乳反射（英语：Dysphoric milk ejection reflex）（D-MER）是近年來發現，會影響女性哺乳的疾病，症狀是在哺乳前出現突然的煩躁或是情緒低落，會持續幾分鐘。根據現有的初步研究，D-MER是可治療的，原因是因為泌乳反射時異常的多巴胺活性所造成[11]

### 泌乳量不足
- 原發性泌乳失敗（Primary lactation failure）：是指母親因為一些身體狀況因此無法供應足夠的母乳，例如乳房發育不全、乳房縮小手術或是雙乳切除術。
- 繼發性泌乳失敗（Secondary lactation failure）：是指因為一些可避免的原因，使母親無法供應足夠的母乳，例如有餵食配方奶、嬰兒配方奶轉換到母乳的情形不佳，或是未緩解的乳房充血[12]。

### 乳房疼痛
乳房疼痛會干擾哺乳，影響哺乳成功的比率。乳房疼痛是放棄純母乳喂養原因的第二名，僅次於泌乳量不足。

### 乳头内翻
乳头内翻有時會造成嬰兒含乳困難，這類型的媽媽要哺乳前，需要額外的處理。媽媽在嬰兒出生後進行處理，每天自行將乳頭拉出幾次，先用泵浦或是塑膠針頭將乳頭拉出，然後讓嬰兒放到乳房前面。

### 乳房腫脹
乳房腫脹（Breast engorgement）是指女性分娩後36小時內，會出現的充血情形。一般來說，會感覺乳房很沈重，但不會有痛覺。依嬰兒的需要餵母乳是避免乳房腫脹疼痛的主要方式。
若乳房中的母乳過多，就會因脹奶而感到疼痛，若是沒有將足量的母乳從乳房泌出，會有乳房腫脹的情形。大約會出現在分娩後第3天到第7天之間，生第一胎的產婦較容易出現。血液供應量的增加、母乳的累積以及乳房本身的變化都可能造成會疼痛的乳房腫脹。腫脹可能會影響乳暈、乳房週邊或是整個乳房，一方面會帶來疼痛，也會改變乳暈/乳頭的形狀，讓新生兒無法正確含乳，這兩者都會影響哺乳。在乳房腫脹後，新生兒的含乳可能只包括部份的乳暈，這會進一步刺激乳頭，不利於母乳排出，會讓乳房更疼痛。乳房腫脹也可能是乳頭疼痛、哺乳技巧不當、哺乳頻率過低或是母嬰分離所帶來的結果。
要避免乳房腫脹疼痛或是改善此情形，可以進行哺乳、將母乳擠出或是利用吸乳器。輕柔的按摩可以幫助母乳流動，減少壓力。壓力減少後會讓乳暈組織軟化，可能會有助於哺乳。在哺乳前進行乳房热敷，並擠一些母乳出來也會讓哺乳更有效。有些研究者指出在哺乳後，媽媽需將母乳用吸乳器擠出，或是進行乳房冷敷來減輕疼痛及血管分佈。有一項已發表的研究指出，可以將冷凍的包心菜葉放置在乳房上，但其他團隊試圖重現研究結果，有些可以重現，也有些不行。非甾体抗炎药或是对乙酰氨基酚可能可以緩解疼痛。

### 乳頭疼痛
乳頭酸痛或是疼痛可能是最常見的產後併發症。多半是在產後第二天開始的，不過會在五天內改善。不過若在一週後有乳頭疼痛、非常疼痛、龜裂或是局部的腫脹，都是不正常的，需要就診作進一步的檢查。乳頭疼痛最常見的原因是因為嬰兒未正確含乳。因素包括含乳時含的乳暈面積太小，造成乳頭壓力太大，在哺乳後異常釋放所造成。不當的使用擠乳器及外用藥物也可能會造成乳頭疼痛。乳頭疼痛也可能是感染的跡象。嬰兒咬乳頭也可能是造成乳頭疼痛的原因。

### 念珠菌症
乳房念珠菌症的症狀包括乳房疼痛、癢、灼熱及紅腫。嬰兒的舌頭可能會呈白色，且白色無法擦掉。念珠菌症很常見，可能會和嬰兒的鵝口瘡有關。
在接受治療時母親和嬰兒都需要接受治療。第一線的治療包括 耐絲菌素、酮康唑及咪康唑，塗抹在母親的乳頭處，嬰兒則是口服給藥。若需要根除感染，也要嚴格清洗衣物和吸乳器。
另一種念珠菌症的處方外治療是使用龍膽紫。多半會有效，而且很快會復原，不過龍膽紫會染到衣服上，感覺比較凌亂。嬰兒的嘴唇會因此呈紫色，但幾天後就會消失。

### 乳汁滯留
乳汁滯留（Milk stasis）是指乳腺管堵塞，無法正常分泌母乳。這可能只影響部份的乳房，而且沒有感染的情形。可以透過調整嬰兒在哺乳時的位置或是在哺乳前局部熱敷來處理。若發生不止一次，需要進一步的評估。

### 乳腺炎
乳腺炎是乳房發炎的情形，會有局部疼痛、發紅、肿胀、發熱的情形。乳腺炎後期會有系統性感染的症狀，例如發燒或是惡心。最常在分娩後二至三週出現，不過也有可能會在其他時候出現。乳腺炎一般是源自原發性或是繼發性的乳汁滯留，之後有系統性的感染。會造成乳腺炎的細菌有葡萄球菌属、鏈球菌屬、大腸桿菌。若症狀輕微，最理想的治療方式是繼續哺乳、多休息以及補充足夠的水份。

### 過度溢乳
過度溢乳（OALD）是指在哺乳時，母乳受壓力從乳房噴出。噴出的母乳會讓嬰兒喝母乳的速度過快，也可能在將母乳嚥下時，也嚥下太多的空氣。

### 雷诺氏综合征
偶爾會出現因為乳頭動脈痙攣（雷诺氏综合征）造成的乳頭疼痛。本質上是因為血液無法流到乳頭，造成乳頭發白，這可能是因為以往哺乳造成的乳頭創傷或是乳頭念珠菌感染造成。在含乳時會非常疼痛，在二次哺乳之間，在乳頭發白時也會有突然性的疼痛。可以按摩乳頭，幫助血液流入以減輕疼痛。有些情形下，心臟藥物硝苯地平有助於血液再流到乳頭

## 嬰兒健康問題
患有半乳糖血症的嬰兒無法消化乳糖，因此不適合吃母乳。若母親有肺结核病尚未治療、服用抑制免疫系统的藥物、有人類免疫缺陷病毒、或是使用一些有潛在危害的物質（例如濫用可卡因、海洛因或苯丙胺），哺乳可能會對嬰兒有害。其他情形下，只要不是急性中毒，環境污染物對嬰兒的潛在影響都比不上因沒有餵母乳而對嬰兒造成的影響。雖然像汞之類的重金属在環境出現，是哺育嬰兒時需要關注的問題。但母乳對神經發展的幫助大於潛在神經毒性物質的影響。

### 吸吮反射不良
乳瓶的奶嘴或是安撫用的奶嘴會抑制嬰兒的吸吮反射。而當嬰兒放在乳房前面的時間越短，母親的母乳分泌量就會減少。嬰兒吸吮乳瓶奶嘴或是安撫奶嘴的時間會讓嬰兒在乳房前吃奶的時間變短。

### 疾病傳染

#### 結核病
母親若有尚未接受治療的開放性結核病，在有傳染力的時間不適合哺乳 。依照2006年美國小兒科學會的紅皮書：
|  | 有結核病的母親，若已治療二週及二週以上，以及其結核病沒有傳染性，才可以哺乳。若有結核病的母親懷疑其結核病仍有傳染性，不宜哺乳也避免近距離接觸嬰兒，以避免由於呼吸道飞沫传播的潛在傳染風險（參見Tuberculosis，第 678頁）。结核分枝杆菌很少造成乳腺炎或乳房脓肿，但假如有因為结核分枝杆菌造成的乳房脓肿，也應暫時停止哺乳，直到母親的結核病已沒有傳染性為止。 |

若在有接種卡介苗的地區，世界衛生組織提供治療建議，並且建議母親繼續哺乳。結核病可能是先天性的，或通過空氣傳播的液滴而感染的。

#### HIV
柳葉刀雜誌的研究指出只餵母乳的嬰兒，被HIV陽性的母親感染HIV的風險為4%，若有餵母乳及配方奶，風險上昇到10%至40%。2000年有關HIV感染的研究指出「主要的HIV病毒傳播出現在母乳餵養的初期」，在肯亞的隨機控制實驗中，75%的母乳感染是出現在餵母奶的前六個月。此研究在配方奶粉沒有廣泛使用或是無法安全取得的開發中國家格外的重要。事實上，世界衛生組織在1987年及1992年建議在 營養不良及感染為新生兒主要死因的國家，不論其血清是陰性或是陽性，都建議餵母乳。1996年UNAIDS提議開發中國家的婦女在個人層面考慮哺乳的好處及風險，對於餵母乳或是配方奶一事作出明智的選擇。在明確瞭解AIDS疾情之前，研究者曾指出需要增加哺乳比率，並且告知餵配方奶的風險，包括腹瀉及消瘦症風險的上昇。D Jelliffe和E Jelliffe也批評美國嬰兒配方奶公司在一些資源不足地區的行銷方式，稱為「廣告造成的營養不良」（comerciogenic malnutrition）。1992年的研究指出嬰兒的健康也可能受到水質的影響，而許多資源不足國家的水中會含有許多的致病源，這些是母乳中不會有的。

### 藥物及毒素的傳播

#### 藥物
決大多數的處方藥物和成藥都可以在哺乳時使用，不過有些會在哺乳時隨著母乳進入嬰兒體內

#### 吸烟
若有產婦在分娩後仍然吸菸，若比較完全不餵母乳以及吸菸並且餵母乳二種選擇，餵母乳會對嬰兒較有益處，有證據顯示餵母乳可以幫助嬰兒對抗許多感染病，特別是腹瀉。即使嬰兒會因此暴露在母乳中的尼古丁影響下，但罹患急性呼吸道疾病的機率會低於母親吸烟，且餵配方奶粉的嬰兒。因此餵母乳的益處大過直接攝取到母乳中尼古丁的風險。
若在產婦在哺乳期間仍有吸煙，比較需要關注的因吸煙會引發母乳的碘含量減少，而嬰兒也會隨之受影響。吸煙也會減少母乳的分泌量以及母乳的成份，每天的母乳分泌量會因此減少250–300 mL。除了每天所分泌的母乳量減少之外，這也會使母親提早讓嬰兒離乳。母乳成份的改變也會影響嬰兒的日常行為，例如嬰兒腸絞痛及哭鬧，這也會讓嬰兒提早離乳，這對嬰兒的營養是不利的。
而且，產婦吸煙時攝取尼古丁會透過母乳進入嬰兒體內，也就讓嬰兒攝取了尼古丁。
產婦若每天吸煙超過二十根，會減少母乳的分泌量，餵母乳的嬰兒會有嘔吐
、腹瀉、心率加快及躁動的情形。若嬰兒暴露在有吸烟的環境下，會增加嬰兒猝死症（SIDS）的機率
。若有吸烟的產婦要進行哺乳，一般會建議不要在吸烟時哺乳，也不要在吸烟後立刻哺乳，也會鼓勵減少尼古丁的攝取量，甚至暫時戒烟。

#### 其他物質濫用
關於酒精，美國兒科學會提到，在哺乳期間「一定建議適當飲酒即可」，而且在飲酒後二小時內不要哺乳或是用擠乳器收集母乳。2014年的回顧研究指出「即使是理論上狂飲的案例中，只要偶爾飲酒，嬰兒不會透過母乳吸收到過多的酒精，可能也不會有不良的影響」。
若母親攝取過多的咖啡因，會讓接受哺乳的嬰兒易怒、睡不著、焦慮，以及增加哺乳的量。若適當攝取（每天一至二杯咖啡、茶或是可樂），一般而言不會有影響。若母親吸烟，一般認為會增加咖啡因對嬰兒的影響

#### 大麻
美國兒科學會將大麻列為會透過母乳傳遞給嬰兒的物質。研究指出大麻中的一些物質具有很長的生物半衰期[48]

## 飲食
若嬰兒完全靠母乳餵養，母乳是唯一的營養來源，則母親維持健康良好的生活型態就格外重要，特別是好的飲食。每天消耗1500至1800卡可能會讓每週減少450克的體重。在饑荒中的母親其分泌的母乳可能有非常高的營養成份，不過營養不良的母親，母乳也可能會缺少像是鐵、鋅及維生素B12等營養素。其泌乳量也可能會比營養正常的母親要少。
沒有在哺乳時絕對禁忌、不能吃的食物。不過嬰兒可能會對母親吃的特定食物感興趣或是不感興趣。

## 外部連結
- La Leche League International（页面存档备份，存于）  – Organization with volunteers who can help with breastfeeding difficulties
- WhyQuit.com（页面存档备份，存于） – Anti-smoking site with numerous links in the "Known Breastfeeding Risk Factors" section
- Breastfeeding Problems（页面存档备份，存于） – Difficulties some mothers may have to overcome during breastfeeding & their solutions